# Cremnocephalus albolineatus
Cremnocephalus albolineatus is een wants uit de familie van de blindwantsen (Miridae). De soort werd het eerst wetenschappelijk beschreven door Odo Reuter in 1875.

## Uiterlijk
De langwerpige zwarte tot donkerbruine blindwants is altijd langvleugelig en kan 4 tot 5 mm lang worden. De pootjes zijn roodbruin of donkerbruin. Over het lichaam lopen in de lengte een aantal witte lijnen, tussen de lijnen is het lichaam lichtbruin. De kop en het scutellum zijn zwart van kleur, het halsschild ook maar hierover loopt aan de voorkant een witte ring. De antennes zijn bruin en alleen het tweede segment is gedeeltelijk donkerder. De uiteinden van het hoornige deel van de voorvleugels (cuneus) zijn donker maar hier overheen loopt, in de breedte, een opvallende witte band (vandaar de Nederlandse naam). Het doorzichtige deel van de voorvleugels is grijzig met zwarte aders.

## Leefwijze
In Nederland kan de soort van juni tot augustus waargenomen worden in bossen en heidegebieden op grove den (Pinus sylvestris) waar de wantsen sap drinken van de jonge naalden en knoppen en jagen op kleine insecten zoals takluizen (Lachnidae) en schildluizen (Coccoidea) en bladluizen (Aphidoidea). In bergstreken zit de wants ook op sparrensoorten (Picea). Er is één generatie per jaar en de soort komt als eitje de winter door.

## Leefgebied
In Nederland is de soort zeldzaam. Het verspreidingsgebied is Palearctisch, voornamelijk in Europa.